# Pass the Flask
Pour l’article homonyme, voir Pass the Flask (réédition).
 (mars 2024).
Si vous disposez d'ouvrages ou d'articles de référence ou si vous connaissez des sites web de qualité traitant du thème abordé ici, merci de compléter l'article en donnant les références utiles à sa vérifiabilité et en les liant à la section « Notes et références ».
 (juin 2020).
Pass The Flask est le premier album du groupe de post-hardcore The Bled, sorti en 2003 et édité par le label Fiddler,,. La deuxième piste de l'album été initialement intitulée Dale Earnhardt's Seatbelt, mais elle a été changée pour des raisons juridiques. Elle est encore listée comme Dale Earnhardt's Seatbelt à l'intérieur du livret de l'album.

## Liste des chansons
Toutes les chansons sont écrites par The Bled.
1. Red Wedding – 2:51
2. You Know Who's Seatbelt – 3:01
3. I Never Met Another Gemini – 4:11
4. Ruth Buzzi Better Watch Her Back – 3:30
5. Sound of Sulfur – 3:12
6. Porcelain Hearts and Hammers for Teeth – 5:33
7. Get Up You Son of a Bitch, Cause Mickey Loves Ya – 1:30
8. Spitshine Sonata – 3:30
9. We Are the Industry – 6:06
10. Nothing We Say Leaves This Room – 4:51

- Le titre Ruth Buzzi Better Watch Her Back est tiré d'un dialogue de la comédie Wet Hot American Summer.
- Le titre Get Up You Son of a Bitch, Cause Mickey Loves Ya est tiré d'un dialogue de Rocky.

## Crédits
- Beau Burchell - ingénierie, production, mixage[3]
- Ted Danson - Producteur exécutif
- Shawn Sullivan - Mastering
- Ryan Joseph Shaughnessy - Photographie